# ケチャ

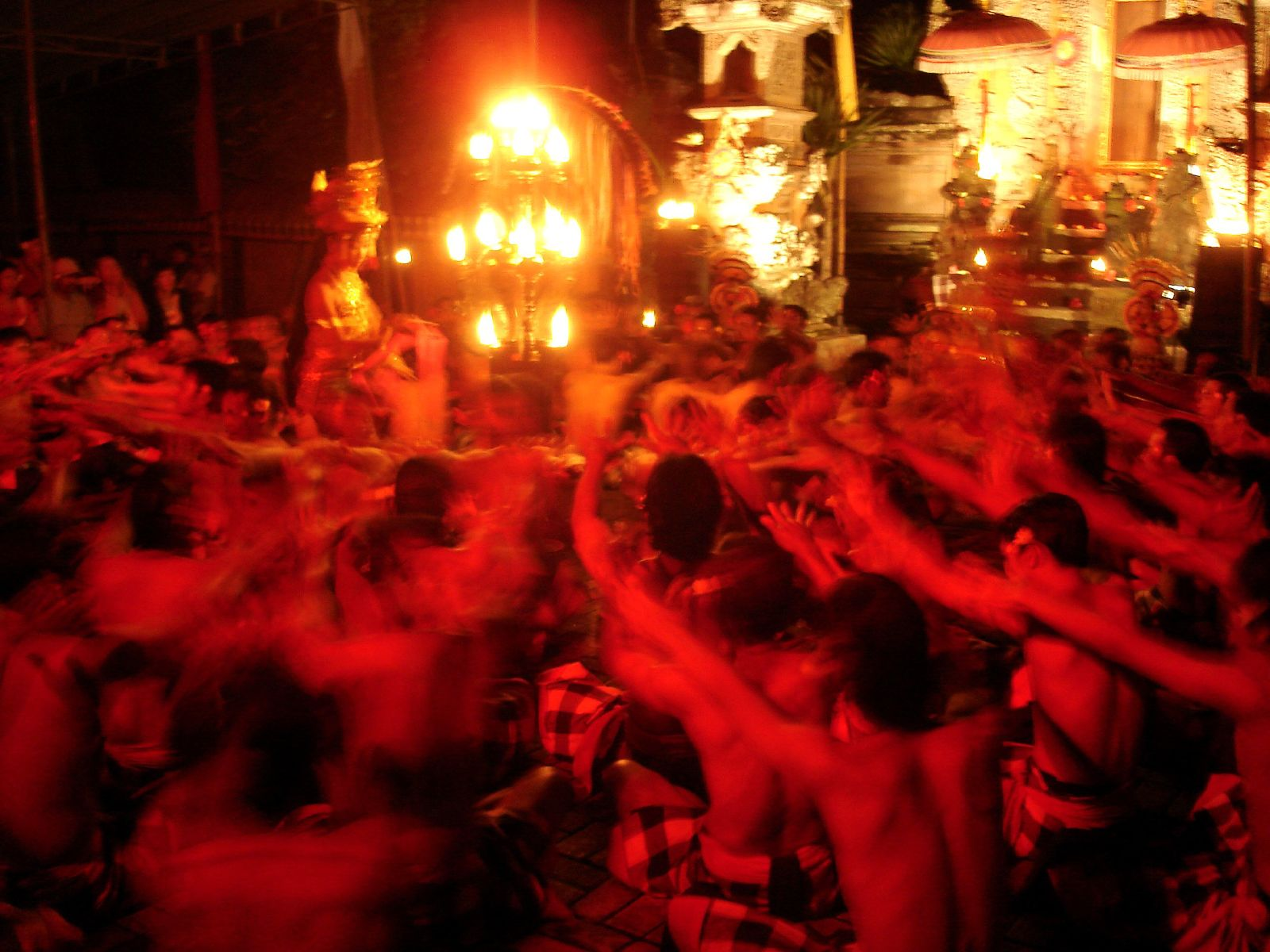
ケチャ

ケチャ (kecak) とは、インドネシアのバリ島で行われる男声合唱。または呪術的な踊り（サンヒャン）にともなう舞踏劇。バリ島では「k」を発音しないため、現地ではチャと呼ばれている。

## 歴史

### ケチャのルーツ
バリ島の伝統的な舞踏、サンヒャンは、疫病が蔓延したときなどに初潮前の童女を媒体にして祖先の霊を招き、加護と助言を求めるものであった。これに対して現在のケチャは、『ラーマーヤナ』の物語を題材とする舞踏劇の様式で演じられている。こうしたケチャの「芸能化」がすすめられたのは、1920年代後半から1930年代にかけてバリ人と共にバリ芸術を発展開花させたドイツ人画家、ヴァルター・シュピースの提案によるものであった。シュピースは、1920年代後半からウブド村の領主チョコルド・グデ・ラコー・スカワティに招かれてウブドに在住した画家・音楽家であり、現地の芸術家と親交を結びながらケチャやバリ絵画などの「バリ芸術」を形作っていった。ある著名なバリ人舞踏家がサンヒャン・ドゥダリの男声合唱にバリス舞踊の動きを組み込ませたのを見たシュピースは、ガムランの代わりにこの男声合唱のみを使って『ラーマーヤナ』のストーリーを組み込んだ観賞用の舞踊を考案するよう、提案したのである。

### 展開
シュピースの提案を受けたプドゥル村の人びとが、1933年にボナ村の人びととともに、総勢160名で試みたのが最初のケチャであるとされる。その2年後の1935年にボナ村の人びとがさらに発展させたケチャを上演し、これが今のケチャの原型になった。
こうして、その後の1950 - 1960年代頃には、一般に観光向けに上演される舞踏劇としての様式が確立した。今日、最も盛んなプリアタン村でケチャが始まったのも1966年である。さらに、ケチャはバリ島のみならず世界に広がり、日本では、民族音楽研究者の小泉文夫が、その複雑なリズムの採譜に世界で初めて成功し、その楽譜に基づき、芸能山城組が上演している。山城組は1972年にバリ人以外で世界で初めて上演して以来、毎年新宿三井ビル55ひろばにて、ケチャまつりが行なわれている。他のバリ舞踏でも言われることであるが、ケチャは各地の舞踏団により出演人数・技能水準が大きく異なる。

## 様式

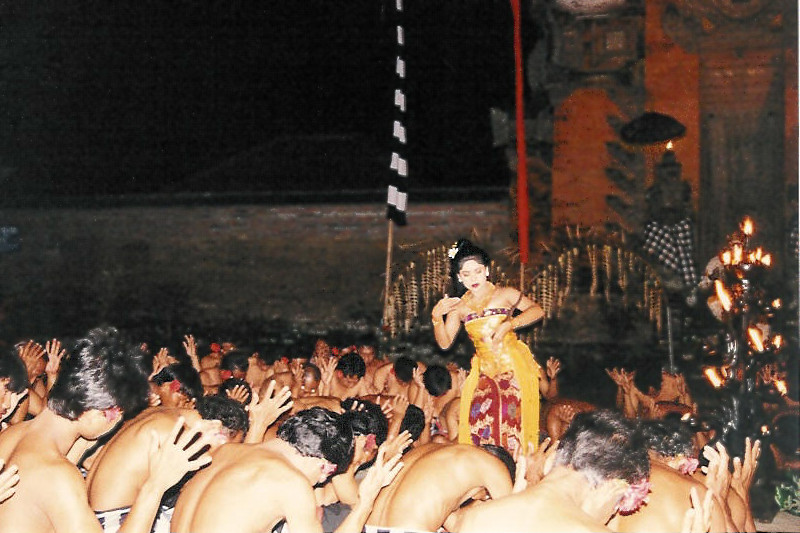
バリ舞踏とケチャの大合唱

上半身裸で腰布を巻いた数十人（百人を超えることもある）の男性が、幾重にも重なった円陣を組んであぐら座りをする。

### リズムとパート
ケチャの合唱は、端的に言えば「打楽器で表現すべきメロディのないリズム・パートを口三味線で唱える」ものである。
主旋律を刻むのがタンブールと呼ばれるパートであり、これは単独で「シリリリ・プン・プン・プン」と発声しながらメトロノームのように基本的な四拍子を刻み、全体のリズムを保つ。さらに、プポは、単独でメロディーを歌う。そして、この2人以外の全員が以下の4つのパートに分かれ混ざりあって座り、サルの鳴き声を模倣したピッチを持たない「チャッ」「チャッ」というような発声を行う。
プニャチャ
四拍子の間に「チャ」という叫び声を7回入れる。
チャク・リマ
四拍子の中に「チャ」を5回入れる。
チャク・ナム
四拍子の中に「チャ」を6回入れる。
プニャンロット
チャク・ナムを16分の1後ろにずらして刻む。
このようにそれぞれのパートが一定のリズム・パターンを持っており、これが全体として合わさると「ケチャケチャケチャケチャ」という16ビートのリズムのように聞こえる。「ケチャ」という呼称はこれによるとされる。

### 進行
『ラーマーヤナ』物語を題材としたバリ舞踊の踊りが円陣の中央の空間に次々と登場し、舞踊劇の様式で行われる。男たちはリズムを刻むだけでなく、劇の進行に伴って合唱を行うこともある。また、さまざまな手や体の動きで、劇の背景としての表現も行う。